# Wegener Range
Die Wegener Range sind bis zu 1800 m hohes Gebirge an der Black-Küste des Palmerlands auf der Antarktischen Halbinsel. Es erstreckt sich in westnordwest-ostsüdöstlicher Richtung zwischen dem Maury-Gletscher und dem Fenton-Gletscher über eine Länge von rund 70 km.
Luftaufnahmen entstanden 1940 bei der United States Antarctic Service Expedition (1939–1941) sowie zwischen 1966 und 1969 durch die United States Navy. Der United States Geological Survey nutzte diese für eine Kartierung des Gebirges. Das Advisory Committee on Antarctic Names benannte es 1979 nach dem deutschen Polar- und Geowissenschaftler Alfred Wegener (1880–1930).